# Torben Anton Svendsen
Torben Anton Svendsen (Kopenhagen, 17 september 1904 - 18 juni 1980) was een Deens film-, theater-, en televisieregisseur en cellist. Hij is de zoon van violist Anton Svendsen.
In de periode 1966 tot 1974 was hij waarnemend chef in het Koninklijk Theater in Kopenhagen. Hij ontving in 1974 de exclusieve medaille "Ingenio et Arti" en was Ridder der Ie Klasse in de Orde van de Dannebrog.

## Films
- Susanne (1950)
- Mød mig på Cassiopeia (1951)
- To minutter for sent (1952)
- Sønnen (1953)
- Det er så yndigt at følges ad (1954)
- På tro og love (1955)
- Jeg elsker dig (1957)

- Bibliothèque nationale de France: cb13900206r (data)
- International Standard Name Identifier: 0000 0000 3419 246X
- Library of Congress Control Number: n2002070849
- MusicBrainz: 5404c2be-2966-4e18-a938-caed0015e849
- Virtual International Authority File: 65832680
- WorldCat: E39PBJk8VDq7Bm84rkJ6GpkCcP